# Partia Socjalistyczna (Irlandia)
Partia Socjalistyczna (irl. Páirti Sóisialach) – irlandzka partia polityczna powstała w 1996, założona przez byłych członków Partii Pracy. Wystąpili oni z tej partii we wczesnych latach 90. i założyli Militant Labour (Walcząca Praca), potem Militant Tendency. W 1996 zmienili nazwę na Socialist Party. Sytuuje się na lewo od laburzystów, należy do międzynarodówki trockistowskiej.
Partia ma kilku radnych w samorządach lokalnych. W latach 1997–2007 miała jednego przedstawiciela w Dáil Éireann (był nim Joe Higgins), w latach 2007–2011 pozostawała poza parlamentem, od 2011 ma dwóch posłów. Od czerwca 2009 ma jednego europosła, obecnie jest nim Paul Murphy.
Partia Socjalistyczna działa również na terenie Irlandii Północnej.

## Wyniki wyborów
| Wybory | Liczba głosów | % głosów | +/–% | Liczba mandatów | +/− |
| ------ | ------------- | -------- | ---- | --------------- | --- |
| 1997   | 12 445        | 0,7      |      | 1               | +1  |
| 2002   | 14 898        | 0,8      | +0,1 | 1               | ±0  |
| 2007   | 13 218        | 0,6      | -0,2 | 0               | -1  |
| 2011   | 26 770        | 1,2      | +0,6 | 2               | +2  |

## Program
- Budowanie socjalizmu – kapitalizm powodem biedy, nierówności, niszczenia środowiska naturalnego i wojny. Klasa pracująca musi zbudować świat socjalistyczny, w którym zasoby planety będą używane dla zaspokojenia potrzeb mas pracujących, a nie tylko garstki superbogaczy.
- Większe ośrodki przemysłowe, banki, instytucje finansowe mają być znacjonalizowane i pod demokratyczną kontrolą oraz zarządem klasy pracującej.
- demokratyczne planowanie działań ekonomicznych w celu zaspokajania potrzeb wszystkich i dla ochrony środowiska.
- Utworzenie masowej partii politycznej zdolnej do budowy socjalizmu w Irlandii.
- Wspieranie i promowanie demokratycznych procedur w związkach zawodowych, zlikwidowanie antyzwiązkowych przepisów prawnych.
- Służba zdrowia tylko państwowa, „nie” dla jej prywatyzacji. Podobnie szkolnictwo.
- Zapewnienie równości, koniec dyskryminacji ze względu na rasę, religię, płeć, orientację seksualną, niepełnosprawność itd.
- Prawo do azylu, likwidacja prawa antyimigracyjnego, prawo do legalnej i w pełni chronionej pracy dla imigrantów.
- W sprawach międzynarodowych – „nie” dla UE zdominowanej przez grupy wielkiego biznesu, sprzeciw wobec militaryzmu, koncepcji Armii Europejskiej, wojen imperialistycznych, okupacji Iraku, Palestyny itd. „Tak” dla solidarności europejskiej klasy pracującej.